# Richard Franck
Richard Franck (3 janvier 1858–22 janvier 1938) est un pianiste, compositeur et professeur de musique allemand.

## Biographie
Richard Franck naît à Cologne, il est le fils du compositeur, pianiste et professeur allemand Eduard Franck. Son père, qui a étudié avec Félix Mendelssohn et connaît la valeur d'une bonne instruction, envoie Richard à l'École supérieure de musique et de théâtre Felix Mendelssohn Bartholdy de Leipzig, où il étudie avec deux des principaux professeurs de l'époque, Carl Reinecke et Salomon Jadassohn. Au cours d'une longue carrière, Franck occupe des postes d'enseignant dans des conservatoires en Allemagne (Kassel, Berlin, Heidelberg) et en Suisse (Bâle).
Bien qu'il n'ait pas atteint le premier rang parmi ses contemporains, il est néanmoins bien respecté en tant que concertiste et en tant que compositeur.

## Style et œuvre
Son style conservateur est influencé par Reinecke et par son ami, le compositeur suisse Hans Huber (1852–1921). Richard Franck est fermement dans la tradition de Mendelssohn et Schumann bien qu'il soit clair qu'il ne soit pas à l'abri de l'influence de Wagner, Grieg et Reger également. Les critiques qui étaient au courant de ses compositions et de son jeu de piano lui adressaient régulièrement des éloges. Par exemple, la Schweizerische Musikzeitung (Revue musicale suisse), écrivant sur son premier trio avec piano, op. 20, déclare : 

« Une énergie puissante et pleine de résonance est montrée dans de nombreuses œuvres, notamment dans l'op.20 Trio avec piano de Richard Franck, qui est une composition magnifique et significative, fraîche d'invention, ferme et sûre dans son développement, et mature dans son expression. »

La majeure partie des compositions de Franck sont pour piano seul ; cependant, il a également écrit des compositions orchestrales et vocales, ainsi qu'une quantité considérable de musique de chambre. Bien que lui et sa musique aient été oubliés depuis longtemps, sa musique a été redécouverte et est en train de renaître. Ses trios avec piano, ses quatuors avec piano et ses quatre sonates ont tous été enregistrés sur le label Audite, une sélection d'œuvres d'orchestre sur Sterling. Début 2007, l'édition Silvertrust a republié les pièces de son trio avec piano, op. 20, le premier d'une série d'œuvres de chambre à paraître.
Toutes les œuvres disponibles de Richard Franck seront publiées dans des éditions critiques par Pfefferkorn Musikverlag, à Leipzig.

### Piano
- Drei pianostücke op. 1 (Zurich 1881)
- Impromptu, Barcarolle et Étude pour piano op. 5 (Berlin 1883)
- Concert-Walzer pour piano la bémol majeur, op. 10 (Berlin 1885)
- Drei vierhändige Stücke dans Kanonform, op. 11 (Magdebourg 1886)
- Tanzweisen pour piano à quatre mains op. 12 (Breslau 1888)
- Menuet pour piano en la mineur, op. 13 (Leipzig 1890)
- Suite pour piano à quatre mains op. 9 (Leipzig 1890)
- Vier pianostücke op. 15 (Zurich 1891)
- Variations sur un thème original op. 16 (Leipzig 1891)
- Menuett et Mazurka pour piano op. 17 (Leipzig 1891)
- Fantasie über Motive aus der Musik zu einem Festspiele de Hans Huber, en do majeur (Leipzig c. 1893)
- Träumereien. Quatre pièces pour piano op. 18 (Berlin 1894)
- Kinderalbum op. 19 (non publié)
- Drei Clavierstücke pour le concert op. 23 (Berlin 1894)
- Drei Fantasiestücke pour piano op. 26 (Berlin 1899)
- Fantaisies pour piano op. 28 (Berlin 1897)
- Chaconne pour piano en ut mineur op. 29 (Berlin 1899)
- Papillon en ré majeur (1901)
- Acht pianostücke op. 34 (Berlin 1902)
- Fantasiestück en la majeur (1903)
- Waldphantasien pour piano op. 38 (Berlin 1904)
- Luzern. Eine Erinnerung à fröhlichen Walzern op. 39 (Berlin 1904)
- Ballade pour piano op. 44 (Berlin 1906)
- Deux pièces pour piano pour le salon op.46 (Berlin 1907)
- Scherzo pour piano la bémol majeur op.47 (Berlin 1907)
- Orientalische Skizzen pour piano op. 48 (Kassel)
- Gavotte et Menuett pour piano op. 49 (Kassel)
- Sonate pour piano en ré bémol majeur op. 51 (Berlin 1910)
- 12 Variationen et Fuge über ein eigenes Thema op. 53 (1922)
- Fantasie et Fuge über BACH pour un ou deux pianos
- Album pour piano op. 55 (Heidelberg 1926)
- Polyphone Tonbilder pour piano op. 56 (Heidelberg 1926)

### Musique de chambre
- Sonate no 1 pour violon et piano en ré majeur, op.14 - (édition critique urtext2010 par Pfefferkorn Musikverlag, Leipzig. (ISMN 979-0-50139-406-6)
- Trio avec piano no 1 en si mineur, op.20
- Sonate pour violoncelle et piano en ré majeur, op.22
- Trio avec piano no 2 en mi bémol majeur, op.32
- Quatuor avec piano no 1 en la majeur, op.33
- Sonate no 2 pour violon et piano en do mineur, op.35 - (édition critique urtext 2010 par Pfefferkorn Musikverlag, Leipzig. (ISMN 979-0-50139-406-6)
- Sonate no 2 pour violoncelle et piano en mi bémol mineur, op.36
- Quatuor avec piano no 2 en mi majeur, op.41
- Trois pièces pour flûte (ou violon) et piano, op.52
  1. Élégie
  2. Allegretto
  3. Perpetuum mobile
- Sérénade espagnole pour quatuor à cordes WoO (1926)

### Avec orchestre
- Concerto pour piano no 1 en ré mineur (1880, non publié)
- Concerto pour piano no 2 en la majeur (non publié)
- Symphonie en ré majeur (1901, non publiée)
- Ouverture de concert Wellen des Meeres und der Liebe, op. 21 (1895)
- Sérénade pour violoncelle et orchestre en do majeur, op. 24 (1896)
- Sérénade pour violon et orchestre en la majeur, op. 25 (1896)
- Suite pour orchestre en ré majeur, op. 30 (1899)
- Ouverture dramatique en do majeur, op. 37 (1903)
- Idylle Amor et Psyché en mi majeur, op. 40 (1905)
- Concerto pour violon en ré majeur, op. 43 (1906)
- Concerto pour piano no 3 en mi mineur, op. 50 (vers 1907)
- Vorspiel zu einem romantischen Schauspiel op. 57 (1926, non publié)

## Discographie
- Œuvres pour violoncelle - Thomas Blees, violoncelle ; Maria Bergmann, piano (26-28 janvier 1995, Audite 20.021) (OCLC 590316175) — avec Carl Reinecke.
- Trio avec piano, op. 20 - Christoph Schickedanz, violon ; Thomas Blees, violoncelle ; Bernhard Fograscher, piano (25-27 février 2002, Audite) (OCLC 55024873)
- Sonates pour violon, Trois pièces, op. 52 - Christoph Schickedanz, violon et Bernhard Fograscher, piano (2004, Audite) (OCLC 611355852)
- Quatuor avec piano, Fantaisies, op. 28 - Christoph Schickedanz, violon ; Marius Nichiteanu, alto ; Mathias Beyer-Karlshoj, violoncelle ; Bernhard Fograscher, piano (12-14 décembre 2005, Audite) (OCLC 162468584)
- Œuvres pour orchestre : Symphonische Fantasie ; Serenade für Violine ; Suite pour orchestre ; Serenade für Violoncello… - Württembergische Philharmonie Reutlingen, dir. Christopher Fifield (25-27 mars 2008, Sterling CDS-1078-2)